# World Cup (snooker)
La World Cup è un torneo a squadre di snooker Non-Ranking che si disputa dal 1979 e dal 2015 con una cadenza biennale. L'ultima squadra vincitrice è la Scozia che ha battuto 4-0 la Cina B nell'edizione 2019.

## Storia
La prima edizione disputatasi nel 1979 fu vinta dal Galles rappresentata da Ray Reardon, Terry Griffiths e Doug Mountjoy che s'impose a Birmingham contro l'Inghilterra.
I tre gallesi ripeterono il successo anche l'anno dopo.
Il torneo andò avanti con una cadenza annuale fino al 1983 con una soppressione per il 1984 e un imminente ritorno nel 1985 con il trionfo dei nordirlandesi Alex Higgins, Dennis Taylor e dell'irlandese Eugene Hughes che insieme rappresentavano l'Irlanda unita.
Quella del 1990 fu l'ultima edizione prima di una pausa di 6 anni e un cambio di sede di gioco con il passaggio a Bangkok in Thailandia. Nel 1996 con il ritorno della Coppa del Mondo a vincere fu la Scozia formata da Stephen Hendry, John Higgins e Alan McManus, anche se a fine torneo fu decisa una nuova soppressione che durò fino al 2011.
Nel luglio 2011 infatti tornò questa competizione con nuove formazioni e nuove regole del torneo come la convocazione di soli due giocatori invece di tre. Ding Junhui e Liang Wenbó vinsero il torneo a Bangkok contro l'Irlanda del Nord.
Nel 2015 fu deciso di mantenere una cadenza biennale e la città cinese di Wuxi come luogo di gioco.

## Albo d'oro
| Anno | Nazione/Vincitore                                          | Nazione/Finalista                                                  | Risultato | Stagione  | Luogo di gioco |
| ---- | ---------------------------------------------------------- | ------------------------------------------------------------------ | --------- | --------- | -------------- |
| 1979 | Galles / Ray Reardon, Terry Griffiths, Doug Mountjoy       | Inghilterra / Fred Davis, John Spencer, Graham Miles               | 14 - 3    | 1979-1980 | Birmingham     |
| 1980 | Galles / Ray Reardon, Terry Griffiths, Doug Mountjoy       | Canada / Cliff Thorburn, Kirk Stevens, Bill Werbeniuk              | 8 - 5     | 1980-1981 | Londra         |
| 1981 | Inghilterra / Steve Davis, John Spencer, David Taylor      | Galles / Ray Reardon, Terry Griffiths, Doug Mountjoy               | 4 - 3     | 1981-1982 | Reading        |
| 1982 | Canada / Cliff Thorburn, Kirk Stevens, Bill Werbeniuk      | Inghilterra / Steve Davis, Tony Knowles, Jimmy White               | 4 - 2     | 1982-1983 | Reading        |
| 1983 | Inghilterra / Steve Davis, Tony Knowles, Tony Meo          | Galles / Ray Reardon, Terry Griffiths, Doug Mountjoy               | 4 - 2     | 1983-1984 | Reading        |
| 1985 | Irlanda unita / Alex Higgins, Dennis Taylor, Eugene Hughes | Inghilterra / Steve Davis, Tony Knowles, Tony Meo                  | 9 - 7     | 1984-1985 | Bournemouth    |
| 1986 | Irlanda A / Alex Higgins, Dennis Taylor, Eugene Hughes     | Canada / Cliff Thorburn, Kirk Stevens, Bill Werbeniuk              | 9 - 7     | 1985-1986 | Bournemouth    |
| 1987 | Irlanda A / Alex Higgins, Dennis Taylor, Eugene Hughes     | Canada / Cliff Thorburn, Kirk Stevens, Bill Werbeniuk              | 9 - 2     | 1986-1987 | Bournemouth    |
| 1988 | Inghilterra / Steve Davis, Jimmy White, Neal Foulds        | Australia / Eddie Charlton, John Campbell, Warren King             | 9 - 7     | 1987-1988 | Bournemouth    |
| 1989 | Inghilterra / Steve Davis, Jimmy White, Neal Foulds        | Resto del Mondo / Silvino Francisco, Deane O'Kane, Tony Drago      | 9 - 8     | 1988-1989 | Bournemouth    |
| 1990 | Canada / Cliff Thorburn, Alain Robidoux, Bob Chaperon      | Irlanda del Nord / Alex Higgins, Dennis Taylor, Tommy Murphy       | 9 - 6     | 1989-1990 | Bournemouth    |
| 1996 | Scozia / John Higgins, Stephen Hendry, Alan McManus        | Repubblica d'Irlanda / Ken Doherty, Fergal O'Brien, Stephen Murphy | 10 - 7    | 1996-1997 | Bangkok        |
| 2011 | Cina / Ding Junhui, Liang Wenbó                            | Irlanda del Nord / Mark Allen, Gerard Greene                       | 4 - 2     | 2011-2012 | Bangkok        |
| 2015 | Cina B / Yan Bingtao, Zhou Yuelong                         | Scozia / John Higgins, Stephen Maguire                             | 4 - 1     | 2015-2016 | Wuxi           |
| 2017 | Cina A / Ding Junhui, Liang Wenbó                          | Inghilterra / Judd Trump, Barry Hawkins                            | 4 - 3     | 2017-2018 | Wuxi           |
| 2019 | Scozia / John Higgins, Stephen Maguire                     | Cina B / Zhou Yuelong, Liang Wenbó                                 | 4 - 0     | 2019-2020 | Wuxi           |

## Finalisti
| N° | Giocatore         | Vittorie | Finali perse | Totale |
| -- | ----------------- | -------- | ------------ | ------ |
| 1  | Steve Davis       | 4        | 2            | 6      |
| 2  | Alex Higgins      | 3        | 1            | 4      |
| 3  | Dennis Taylor     | 3        | 1            | 4      |
| 4  | Ray Reardon       | 2        | 2            | 4      |
| 5  | Terry Griffiths   | 2        | 2            | 4      |
| 6  | Doug Mountjoy     | 2        | 2            | 4      |
| 7  | Cliff Thorburn    | 2        | 2            | 4      |
| 8  | Kirk Stevens      | 1        | 3            | 4      |
| 9  | Bill Werbeniuk    | 1        | 3            | 4      |
| 10 | Eugene Hughes     | 3        | 0            | 3      |
| 11 | John Higgins      | 2        | 1            | 3      |
| 12 | Liang Wenbó       | 2        | 1            | 3      |
| 13 | Jimmy White       | 2        | 0            | 2      |
| 14 | Neal Foulds       | 2        | 0            | 2      |
| 15 | Ding Junhui       | 2        | 0            | 2      |
| 16 | John Spencer      | 1        | 1            | 2      |
| 17 | Tony Knowles      | 1        | 1            | 2      |
| 18 | Tony Meo          | 1        | 1            | 2      |
| 19 | Stephen Maguire   | 1        | 1            | 2      |
| 20 | David Taylor      | 1        | 0            | 1      |
| 21 | Alain Robidoux    | 1        | 0            | 1      |
| 22 | Bob Chaperon      | 1        | 0            | 1      |
| 23 | Stephen Hendry    | 1        | 0            | 1      |
| 24 | Alan McManus      | 1        | 0            | 1      |
| 25 | Yan Bingtao       | 1        | 0            | 1      |
| 26 | Zhou Yuelong      | 1        | 0            | 1      |
| 27 | Fred Davis        | 0        | 1            | 1      |
| 28 | Graham Miles      | 0        | 1            | 1      |
| 29 | Eddie Charlton    | 0        | 1            | 1      |
| 30 | John Campbell     | 0        | 1            | 1      |
| 31 | Warren King       | 0        | 1            | 1      |
| 32 | Silvino Francisco | 0        | 1            | 1      |
| 33 | Deane O'Kane      | 0        | 1            | 1      |
| 34 | Tony Drago        | 0        | 1            | 1      |
| 35 | Tommy Murphy      | 0        | 1            | 1      |
| 36 | Ken Doherty       | 0        | 1            | 1      |
| 37 | Fergal O'Brien    | 0        | 1            | 1      |
| 38 | Stephen Murphy    | 0        | 1            | 1      |
| 39 | Mark Allen        | 0        | 1            | 1      |
| 40 | Gerard Greene     | 0        | 1            | 1      |
| 41 | Judd Trump        | 0        | 1            | 1      |
| 42 | Barry Hawkins     | 0        | 1            | 1      |

## Nazioni finaliste
| N° | Nazione          | Vittorie | Finali perse | Totale |
| -- | ---------------- | -------- | ------------ | ------ |
| 1  | Inghilterra      | 4        | 4            | 8      |
| 2  | Canada           | 2        | 3            | 5      |
| 3  | Galles           | 2        | 2            | 4      |
| 4  | Scozia           | 2        | 1            | 3      |
| 5  | Irlanda A        | 2        | 0            | 2      |
| 6  | Cina B           | 1        | 1            | 2      |
| 7  | Irlanda del Nord | 0        | 2            | 2      |
| 8  | Irlanda unita    | 1        | 0            | 1      |
| 9  | Cina             | 1        | 0            | 1      |
| 10 | Cina A           | 1        | 0            | 1      |
| 11 | Australia        | 0        | 1            | 1      |
| 12 | Sudafrica        | 0        | 1            | 1      |
| 13 | Nuova Zelanda    | 0        | 1            | 1      |
| 14 | Malta            | 0        | 1            | 1      |
| 15 | Irlanda          | 0        | 1            | 1      |